# Barbican de Levaillant
Pogonornis minor
Espèce
Statut de conservation UICN

 LC  : Préoccupation mineure
Le Barbican de Levaillant (Pogonornis minor) est une espèce d'oiseaux de la famille des Lybiidae, dont l'aire de répartition s'étend sur la Tanzanie, le Burundi, la République démocratique du Congo, la République du Congo, le Gabon, l'Angola, la Zambie et le Malawi.
Curieusement, le nom français normalisé (CINFO) rend hommage à l'ornithologue français François Levaillant, alors qu'en anglais, suivant le nom scientifique, c'est une autre espèce (Levaillant's Barbet Trachyphonus vaillantii) qui lui est dédiée.

## Liste des sous-espèces
D'après la classification de référence (version 5.2, 2015) du Congrès ornithologique international, cette espèce est constituée des deux sous-espèces suivantes :
- P. minor macclounii (Shelley, 1899)
- P. minor minor (Cuvier, 1816)